# Mercedes-Benz H247
La Mercedes-Benz Classe GLA (sigla di progetto H247) è un'autovettura di tipo crossover SUV compatto prodotto dalla casa automobilistica tedesca Mercedes-Benz a partire dal 2020.

## Storia e profilo

### Presentazione
È stata presentata l'11 dicembre 2019 a Stoccarda, rappresenta la seconda generazione della Classe GLA e viene realizzata sulla piattaforma MFA2 a partire dalla base meccanica della Classe A di quarta generazione. La vettura è stata poi presentata ufficialmente al pubblico al salone di Bruxelles a gennaio 2020. La versione più sportiva della gamma la 45 AMG doveva essere presentata al Salone dell'Auto di Ginevra 2020, ma l'evento è stato annullato causa emergenza coronavirus e la vettura è stata mostrata in diretta streaming.

### Descrizione

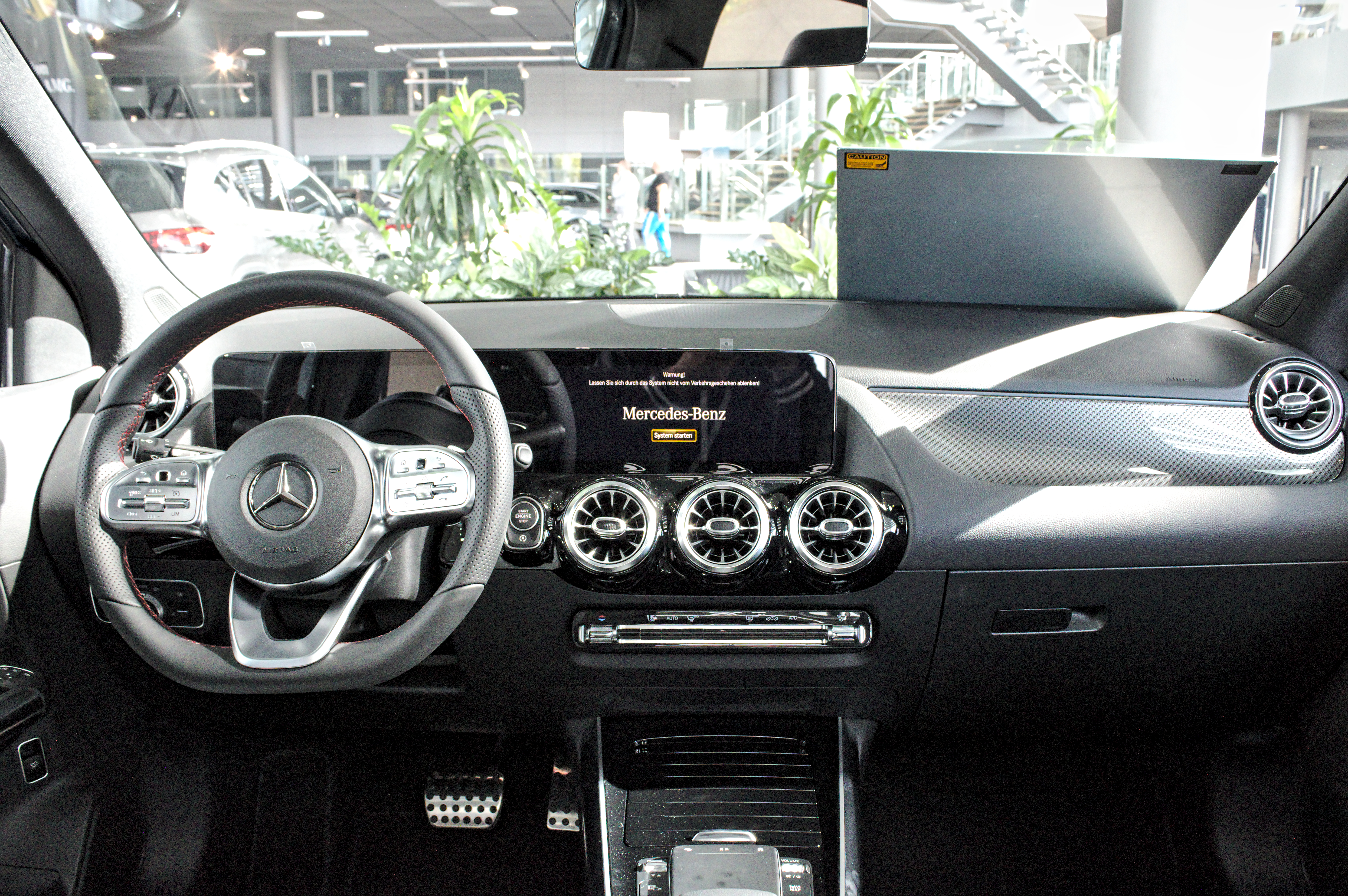
Interni della GLA (H247)

La seconda generazione presenta un cambiamento sostanziale rispetto alla generazione precedente: il nome in codice del veicolo ha il prefisso H anziché X, come invece utilizzato in diversi SUV della Mercedes-Benz. Il numero in codice, 247, è condiviso con la Classe B W247 Classe GLB e X247. La classe GLA utilizza la piattaforma MFA2 di seconda generazione introdotta per la prima volta sulla classe A W177.
La GLA rispetto alla precedente generazione è più corta di 15 mm, più stretta di 0,1 mm e più alta di 104 mm, con il passo che è stato anch'esso allungato di 30 mm. All'interno l'abitacolo è più grande, con a disposizione maggiore spazio nei sedili posteriori rispettivamente 116 mm per la testa, 45 mm nella zona dei gomiti e 43 mm per le spalle. L'altezza da terra è aumentata da 9 mm a 143 mm e i sedili anteriori sono posizionati 140 mm più in alto rispetto alla Classe A W177. Nonostante ciò, ci sono ulteriori 22 mm di spazio per la testa del sedile anteriore rispetto al modello precedente.
Come con per gli altri modelli basati sul pianale MFA2, la GLA monta sospensioni all'avantreno del tipo McPherson, mentre al posteriore è presente un sistema ad assale rigido per i motori fino a 150 CV e per le potenze superiori un multi-link. All'interno, la GLA è dotata del cruscotto con un display digitale collegato in blocco unico al display del sistema di infotainment MBUX e in opzione è disponibile display Heads-up a colori.
Al lancio, la seconda generazione della GLA è dotata di quattro motori a benzina e altrettanti diesel. Ad essi si aggiunte una versione ibrida plug-in presentata a marzo 2020. Per quanto riguarda la trasmissione, sono disponibili solo cambi automatici: la GLA 220 utilizza un automatico 7G-DCT a 7 velocità, mentre il resto della gamma utilizza un cambio 8G-DCT a 8 velocità; la GLA 35 4MATIC AMG utilizza la trasmissione automatica AMG Speedshift a 8 velocità e la GLA 250 l'automatico a 8 velocità 8F-DCT.

### Restyling 2024

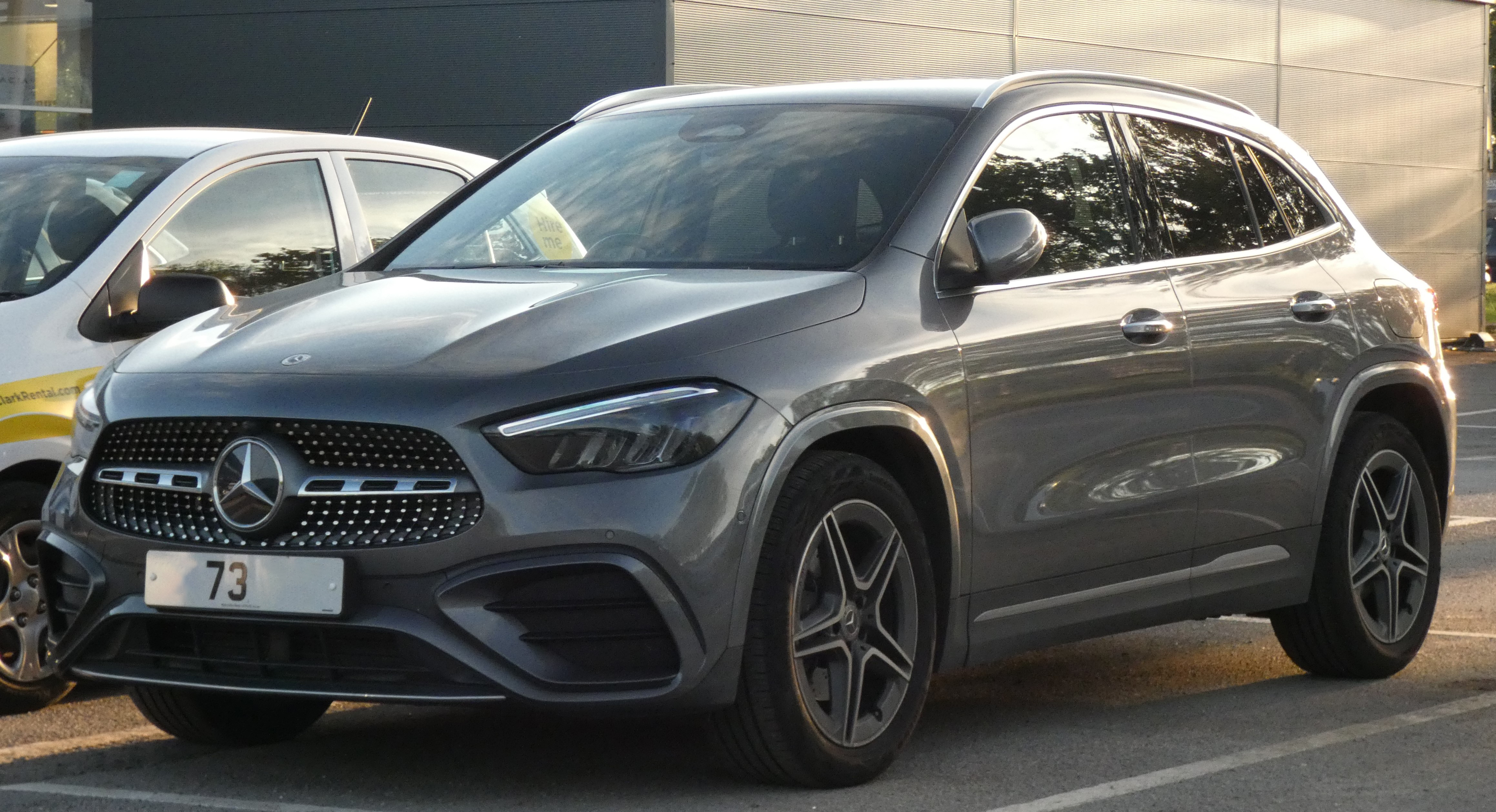
Restyling 2024

Nel 2024, la GLA ha ricevuto un restyling, con fari e luci posteriori ridisegnati. Riceve l'ultima versione del sistema di infotainment MBUX di Mercedes, che supporta Apple CarPlay wireless e Android Auto. Riceve opzioni di propulsione aggiornate, insieme a tre nuovi design di ruote opzionali.